# Герб Глибоцького району
Герб  Глибоцького району — офіційний символ Глибоцького району, затверджений 23 травня 2008 р. рішенням сесії районної ради.

## Опис
Щит розтятий. На першому лазуровому полі золотий хрест над буковим горішком з листками. На лівому срібному полі два зелені стовпи, на них дубова гілка з жолудями. Щит облямований золотим декоративним картушем з колосками і увінчаний золотою територіальною короною.